# Feliciano Perducca
Feliciano Ángel Perducca (ur. 9 czerwca 1901 w Buenos Aires, zm. 22 sierpnia 1976) – argentyński piłkarz, grający podczas kariery na pozycji pomocnika.

## Kariera klubowa
Feliciano Perducca piłkarską karierę rozpoczął w CA Temperley w 1923. W lidze argentyńskiej zadebiutował 22 kwietnia 1923 w meczu z CA Platense. W latach 1927–1928 był zawodnikiem Boca Alumni Buenos Aires, po czym przeszedł do Racing Club de Avellaneda. W 1932 występował w Talleres Remedios de Escalada i ponownie w Temperley.

## Kariera reprezentacyjna
W reprezentacji Argentyny Perducca występował w latach 1925–1928. W reprezentacji zadebiutował 9 lipca 1925 w zremisowanym 1-1 meczu z Paragwajem, którego stawką było Copa Rosa Chevallier Boutell
W 1926 wystąpił w Mistrzostwach Ameryki Południowej.
Na turnieju w Santiago wystąpił w meczu z Chile. W 1928 uczestniczył w Igrzyskach Olimpijskich. Na turnieju w Amsterdamie Argentyna zdobyła srebrny medal, a Perducca wystąpił w powtórzonym meczu finałowym z Urugwajem, który był jego ostatnim meczem w reprezentacji. Ogółem w barwach albicelestes wystąpił w 5 meczach.
| Mecze i gole w reprezentacji | Mecze i gole w reprezentacji | Mecze i gole w reprezentacji | Mecze i gole w reprezentacji | Mecze i gole w reprezentacji | Mecze i gole w reprezentacji | Mecze i gole w reprezentacji |
| #                            | Data                         | Miasto                       | Przeciwnik                   | Gol                          | Wynik                        | Rozgrywki                    |
| ---------------------------- | ---------------------------- | ---------------------------- | ---------------------------- | ---------------------------- | ---------------------------- | ---------------------------- |
| 1.                           | 20.05.1925                   | Buenos Aires                 | Paragwaj                     |                              | 1:1                          | Copa Chevallier Boutell      |
| 2.                           | 29.05.1926                   | Buenos Aires                 | Paragwaj                     |                              | 2:1                          | Copa Chevallier Boutell      |
| 3.                           | 03.06.1926                   | Buenos Aires                 | Paragwaj                     |                              | 2:1                          | Copa Chevallier Boutell      |
| 4.                           | 31.10.1926                   | Santiago                     | Chile                        |                              | 1:1                          | Copa América                 |
| 5.                           | 13.06.1928                   | Amsterdam                    | Urugwaj                      |                              | 1:1                          | Igrzyska Olimpijskie         |